# 華潤西安
華潤西安醫藥有限公司，簡稱華潤西安，屬於華潤集團旗下的，北京醫藥股份有限公司附屬公司，2003年建廠及成立，當時前身為西安双鹤西北分公司，以及西安新西北双鹤医药有限责任公司，主要業務銷售及生產藥物產品。
現時董事長及首席執行官徐浩。2008年，被華潤集團旗下的北藥股份收購。

## 外部連結
- 華潤西安醫藥有限公司